# 黄讷裕
黄讷裕（851年—?），字信夫，号梗南，泉州晋江县镇安铺黄田（今福建省泉州市惠安县张坂镇后边村）人。
黄讷裕生于唐大中五年（851年）。唐乾符元年（874年），黄讷裕中进士，授江州录事。唐朝末期，黄讷裕辞官回乡。
后唐长兴四年（933年），王延钧称帝，因黄讷裕是其母黄厥的叔父，封其为工部尚书加检校少保、楚国公。黄讷裕妻何氏累封“硕德助国夫人”。
黄讷裕死后谥“匡直”，夫妇合葬于张坂镇后边村美女峰福胜院。
黄讷裕著有《黄讷裕诗文集》，现已不存。《螺阳文献》及《锦田大宗族谱》载有《起行》、《闽越王台》及《草堂》等诗。